# ۱۶۷۹ (میلادی)
۱۶۷۹ (میلادی) هزار و ششصد و هفتاد و نهمین سال تقویم میلادی است.

## رویدادها
- ۷ ژوئن- رخ‌داد زمین‌لرزهٔ ویرانگری در ایروان

‎